# 悦来乡 (安岳县)
悦来乡，是中华人民共和国四川省资阳市安岳县曾经下辖的一个乡。2019年12月，撤销悦来乡，将原悦来乡火塔村、双凤村、五龙村、鱼钩村、玉山村、洞福村所属行政区域划归卧佛镇管辖，将原悦来乡沙坪村所属行政区域划归鸳大镇管辖。

## 行政区划
悦来乡撤销前下辖以下地区：
洞福村、火塔村、双凤村、五龙村、鱼沟村、玉山村和沙坪村。